# Louis-Antoine-Rose Ormières Lacase
Blahoslavený Louis-Antoine-Rose Ormières Lacase (14. července 1809, Quillan - 16. ledna 1890, Gijón) byl francouzský římskokatolický kněz a zakladatel Sester od strážného anděla. Katolickou církví je uctíván jako blahoslavený.

## Život
Narodil se 14. července 1809 v Quillanu a pokřtěn byl o několik hodin později v místním kostele. Navštěvoval školu ve svém rodném městě a poté v Limoux.
Církevní vzdělání získal roku 1828 v Carcassonne. Dne 21. prosince 1833 přijal kněžské svěcení. V Montpellier získal titul v pedagogice. Dne 3. prosince 1839 založil řeholní kongregaci Sester od strážného anděla se školou. Dne 12. prosince 1852 získal od císaře Napoleona III. oficiální povolení k výkonu školy a kongregace a diecézní povolení dostal 6. června 1837. Dne 16. července 1867 se zúčastnil soukromé audience u papeže bl. Pia IX. který tuto kongregaci oficiálně schválil.
Se svou kongregací odešel také do Španělska, kde zůstal až do své smrti. Zemřel 16. ledna 1890 v Gijónu.

## Proces blahořečení
Proces blahořečení byl zahájen 25. března 1954 v arcidiecézi Oviedo. Dne 8. března 1997 byl prohlášen na ctihodného. Dne 8. července 2016 schválil papež František zázrak uzdravení na jeho přímluvu. Blahořečen byl 22. dubna 2017 v oviedské katedrále San Salvador za přítomnosti prefekta pro Kongregaci pro blahořečení a svatořečení kardinála Angela Amata.